# ثوم هوكري
ثوم هوكري (الاسم العلمي: Allium hookeri) هو نوع من النباتات يتبع جنس الثوم من فصيلة النرجسية.